# North Central McLean (Dakota del Norte)
North Central McLean es un territorio no organizado ubicado en el condado de McLean en el estado estadounidense de Dakota del Norte. En el Censo de 2010 tenía una población de 527 habitantes y una densidad poblacional de 1,03 personas por km².

## Geografía
North Central McLean se encuentra ubicado en las coordenadas 47°43′56″N 101°16′57″O / 47.73222, -101.28250. Según la Oficina del Censo de los Estados Unidos, North Central McLean tiene una superficie total de 511.03 km², de la cual 441.84 km² corresponden a tierra firme y (13.54%) 69.19 km² es agua.

## Demografía
Según el censo de 2010, había 527 personas residiendo en North Central McLean. La densidad de población era de 1,03 hab./km². De los 527 habitantes, North Central McLean estaba compuesto por el 98.29% blancos, el 0% eran afroamericanos, el 0.57% eran amerindios, el 0% eran asiáticos, el 0% eran isleños del Pacífico, el 0% eran de otras razas y el 1.14% pertenecían a dos o más razas. Del total de la población el 0% eran hispanos o latinos de cualquier raza.